# Dioula nyelv
A dioula (Dyula) egy Burkina Fasón, Elefántcsontparton és Malin beszélt mande nyelv, a kongó-kordofáni nyelvcsalád tagja. A mandingo (malinke) nyelvek egyike, legközelebbi rokona a bambara. A dioula Nyugat-Afrika kereskedelmi nyelve, több millióan beszélik első vagy második nyelvként. Arab, latin betűs és n’ko írással is használatos.